# Sebastian Spendier
Sebastian Spendier (* 17. Dezember 1996 in Klagenfurt) ist ein österreichischer Handballspieler.

## Karriere
Spendier begann in seiner Jugend bei SCA St. Veit Handball zu spielen. 2011 wechselte der Rückraumspieler in die Handballakademie von HIB Handball Graz. In der Saison 2012/13 schnupperte der Klagenfurter erstmals mit der HSG Graz in die Handball Bundesliga Austria und deren unter 20-Bewerb. 2013/14 spielte er mit HIB in der Regionalliga um den Aufstieg in die HBA, scheiterte im Finale jedoch am Vöslauer HC. Seit September 2014 spielt er mit Förderlizenz für Union Leoben in der Handball Liga Austria. 2017 unterschrieb der Kärntner einen Vertrag über zwei Jahre bei Handball Tirol. 2024/25 konnte er mit den Tirolern den öerreichischen Pokalbewerb gewinnen.
Sebastian Spendier ist Teil der Österreichischen Junioren-Nationalmannschaft des Jahrgangs 1996 und jünger.

## Saisonbilanzen

### HLA
| Saison    | Verein         | Spielklasse | Tore | 7-Meter        | Feldtore |
| --------- | -------------- | ----------- | ---- | -------------- | -------- |
| 2014/15   | Union Leoben   | HLA         | 46   | 5/8            | 41       |
| 2015/16   | Union Leoben   | HLA         | 88   | 6/8            | 82       |
| 2016/17   | Union Leoben   | HLA         | 112  | 24/30          | 88       |
| 2017/18   | Handball Tirol | HLA         | 83   | 24/32          | 59       |
| 2018/19   | Handball Tirol | HLA         | 162  | 37/48          | 125      |
| 2019/20   | Handball Tirol | HLA         | 77   | 11/13          | 66       |
| 2020/21   | Handball Tirol | HLA         | 112  | 8/16           | 104      |
| 2021/22   | Handball Tirol | HLA         | 72   | 28/38          | 44       |
| 2022/23   | Handball Tirol | HLA         | 59   | 13/19          | 46       |
| 2023/24   | Handball Tirol | HLA         | 84   | 6/10           | 78       |
| 2014–2024 | gesamt         | HLA         | 895  | 162/222 (73 %) | 733      |

### HBA
| Saison    | Verein           | Spielklasse | Tore | 7-Meter      | Feldtore |
| --------- | ---------------- | ----------- | ---- | ------------ | -------- |
| 2012/13   | HSG Graz         | HBA         | 1    | 0/0          | 1        |
| 2017/18   | Handball Tirol 2 | HBA         | 55   | 22/27        | 33       |
| 2012–2018 | gesamt           | HBA         | 56   | 22/27 (81 %) | 34       |

## Erfolge
- Handball Tirol
  - 1× Österreichischer Pokalsieger 2024/25